# Ifrita de Kowald
Ifrita kowaldi
Famille
Genre
Espèce
Statut de conservation UICN

 LC  : Préoccupation mineure
L'Ifrita de Kowald (Ifrita kowaldi) est une espèce de petits oiseaux insectivores, endémique aux forêts tropicales de la Nouvelle-Guinée. Il mesure jusqu'à 16,5 cm de long et il a le plumage brun avec une couronne bleue et noire. Le mâle a une raie blanche derrière l'œil, mais chez la femelle la raie est jaune. Il grimpe le long du tronc des arbres à la recherche des insectes.
L'Ifrita de Kowald est l'unique espèce du genre Ifrita, lequel était placé dans la famille des Cinclosomatidae, puis des Corvidae. Aujourd'hui il est placé dans sa propre famille, les Ifritidae.

## Toxicité
Ce passereau insolite appartient à l'un des seuls genres d'oiseaux contenant des espèces vénéneuses, les autres étant les oiseaux regroupés sous l’appellation de Pitohui,, qui viennent eux aussi de la Nouvelle-Guinée. C'est en se nourrissant de Choresine, notamment de l'espèce Choresine nigriviolacea, que l'oiseau va acquérir sa toxicité. 
La toxicité chez les Ifritas va se retrouver sur la peau et les plumes, principalement au niveau de la tête, des pattes, de la poitrine et du ventre. C'est à cet endroit qu'un hypothétique prédateur attaquerait pour neutraliser le plus rapidement sa victime.  
L'Ifrita de Kowald sécrète dans sa peau et ses plumes un poison appelé batrachotoxine qui provoque un engourdissement et des picotements sur les personnes qui le touchent. Cependant, à plus forte dose, la batrachotoxine peut entraîner la mort de l'organisme, avec une dose létale de 2µg/kg.
Cette toxicité permet donc à l'oiseau de se protéger des parasites et des prédateurs.

## Taxinomie
Les études phylogéniques de Jønsson et al. (2011), Aggerbeck et al. (2014) et Schodde & Christidis (2014) montrent que cette espèce est une parente éloignée des Monarchidae, des Laniidae, des corbeaux, des paradisiers et des Corcoracidae. Le Congrès ornithologique international (classification 4.3, 2014) la déplace donc dans sa propre famille, les Ifritidae.

### Sous-espèces
D'après la classification de référence (version 5.2, 2015) du Congrès ornithologique international, cette espèce est constituée des sous-espèces suivantes (ordre phylogénique) :
- Ifrita kowaldi brunnea  Rand, 1940 ;
- Ifrita kowaldi kowaldi  (De Vis, 1890).